# Chaetonotus rarispinosus
Chaetonotus rarispinosus is een buikharige uit de familie Chaetonotidae. De wetenschappelijke naam van de soort werd in 1935 voor het eerst geldig gepubliceerd door Roszczak. De soort wordt in het ondergeslacht Chaetonotus geplaatst.